# Barabba (miniserie televisiva)
Barabba è una miniserie televisiva italo-statunitense in due puntate, diretta da Roger Young. Ispirata al romanzo Barabba di Pär Fabian Lagerkvist, narra la storia del ladro-ribelle Barabba prima e dopo la morte di Gesù sulla croce.
Il film è stato presentato in anteprima al Roma Fiction Fest 2012.

## Trama
Gerusalemme. Barabba dopo aver compiuto l'ennesimo furto ed essere fuggito da Lezer e dalla villa dove si svolgono le nozze di Cana e il miracolo di Gesù, finisce per conoscere Ester, una ragazza seguace di Cristo. Quest'ultima, dopo essersi introdotta nella vita di Barabba, conosce Claudia Procula, anche lei affascinata dalla figura di Gesù nonché moglie del prefetto romano Ponzio Pilato, il quale non tarderà a fare arrestare il profeta, preoccupato dal suo messaggio. Intanto Barabba incontra Kedar, capo degli zeloti, che sta preparando una rivolta contro lo Stato romano ma finisce lui stesso per essere arrestato e condannato. Qui si trova davanti a Ponzio Pilato che, secondo la tradizione, chiede al popolo chi volesse liberare tra lui e Gesù. Il popolo decide a suo favore ed egli si ritroverà in uno stato di riflessione e soprattutto di conversione, che lo porterà a conoscere personaggi come Giuda, Pietro e Lazzaro. Con loro inizierà un percorso per capire quale era il messaggio che Cristo aveva gridato con forza e che lui e tutta Roma, ancora in lotta, non avevano saputo comprendere.

## Produzione
La fiction è prodotta principalmente dalla casa internazionale Compagnia Leone Cinematografica. Ad essa si sono aggiunte, per la produzione italiana, Rai Fiction mentre per quella americana il canale ReelzChannel.

## Distribuzione
La fiction è andata in onda per la prima volta in Francia il 28 dicembre 2012. Seguono poi gli Stati Uniti, il 25 marzo 2013, in onda tramite il canale televisivo ReelzChannel ed infine in Italia dove è andato in onda in due puntate il 1 ed il 2 aprile 2013 su Rai 1 e Rai HD.

## Riprese
Il film è stato interamente girato in Tunisia, nelle città di Hammamet e Monastir durante l'agosto 2012, alla temperatura di circa 50° gradi. Ciò ha comunque consentito di ricostruire al meglio l'atmosfera ed i paesaggi della Palestina dell'epoca.

## Budget
Il budget della fiction ammonta a circa 5 milioni di dollari.